# Portugalia na Letnich Igrzyskach Olimpijskich 1972
Portugalię na Letnich Igrzyskach Olimpijskich 1972 reprezentowało 29 zawodników (sami mężczyźni). Był to 13. start reprezentacji Portugalii na letnich igrzyskach olimpijskich.

## Skład kadry

### Jeździectwo
- Carlos Campos – skoki przez przeszkody indywidualnie – 13. miejsce
- Francisco Caldeira – skoki przez przeszkody indywidualnie – 31. miejsce
- Vasco Ramires, Sr. – skoki przez przeszkody indywidualnie – 37. miejsce
- Vasco Ramires, Sr., Carlos Campos, Francisco Caldeira – skoki przez przeszkody drużynowo – 13. miejsce

### Judo
Mężczyźni
- António Roquete waga do 70 kg – 12. miejsce
- Orlando Ferreira waga do 80 kg – 19. miejsce

### Lekkoatletyka
Mężczyźni
- Fernando Silva – bieg na 400 m – odpadł w eliminacjach
- Fernando Mamede

bieg na 800 m – odpadł w eliminacjach,
bieg na 1500 m – odpadł w eliminacjach.
- Carlos Lopes

bieg na 5000 m – odpadł w eliminacjach
bieg na 10 000 m – odpadł w eliminacjach.
- Armando Aldegalega – maraton – 41. miejsce
- Alberto Matos – bieg na 110 m przez płotki – odpadł w eliminacjach
- José Carvalho – bieg na 400 m przez płotki – odpadł w eliminacjach
- Fernando Silva, Alberto Matos, José Carvalho, Fernando Mamede – sztafeta 4 × 100 m – odpadli w eliminacjach

### Podnoszenie ciężarów
Mężczyźni
- Raúl Diniz – waga do 56 kg – 21. miejsce

### Strzelectwo
- André Antunes

pistolet szybkostrzelny 25 m – 36. miejsce,
pistolet dowolny 50 m – 55. miejsce.
- César Batista

karabin małokalibrowy, trzy postawy 50 m – 61. miejsce,
karabin małokalibrowy, leżąc 50 m – 90. miejsce.
- Mário Ribeiro

karabin małokalibrowy, trzy postawy 50 m – 63. miejsce,
karabin małokalibrowy, leżąc 50 m – 92. miejsce.
- Armando Marques – trap – 19. miejsce
- José de Matos – skeet – 49. miejsce

### Wioślarstwo
Mężczyźni
- José Marques – jedynki – odpadł w repasażach
- Carlos Oliveira, Manuel Barroso – dwójki podwójne – odpadli w repasażach

### Zapasy
Mężczyźni
- Leonel Duarte – styl klasyczny waga do 52 kg – odpadł w eliminacjach
- Luís Grilo – styl klasyczny waga do 57 kg – odpadł w eliminacjach
- Orlando Gonçalves – styl wolny waga do 62 kg – odpadł w eliminacjach

### Żeglarstwo
- José Manuel Quina – klasa Finn – 11. miejsce
- António Correia, Henrique Anjos – klasa Star – 6. miejsce
- Fernando Bello, Francisco Quina, Mário Quina – klasa Dragon – 21. miejsce